# Holothuria edulis
Holothuria edulis är en art i klassen sjögurkor som förekommer i tropiska havsområden.
Exemplaren blir ungefär 30 cm långa och liknar en cylinder i formen. De har en svart ovansida och en rosa undersida. Typisk är en flexibel kropp med mjuk yta.
Utbredningsområdet ligger i Indiska oceanen och Stilla havet från östra Afrika och Röda havet till Japan och Oceanien. Denna sjögurka hittas nära kusterna i upp till 45 meter djupa vatten. Grunden kan vara sandig, bestå av lera, vara klippig eller täckt av sjögräs. Holothuria edulis hittas även vid korallrev.
Fortplantningen sker i december och januari. Det är oklart vart ungarna håller till. Troligtvis vandrar de till de vuxna exemplarens habitat när de blir större. Födan utgörs av små organismer. Individerna kan tappa kroppsdelar som ett sätt att försvara sig mot fiender.
Ibland säljs exemplar på marknader i Sydostasien som mat. Hela populationen anses vara stor. IUCN listar arten som livskraftig (LC).